# PHP
PHP: Hypertext Preprocessor, thường được viết tắt thành PHP là một ngôn ngữ lập trình kịch bản hay một loại mã lệnh chủ yếu được dùng để phát triển các ứng dụng viết cho máy chủ, mã nguồn mở, dùng cho mục đích tổng quát. Nó rất thích hợp với web và có thể dễ dàng nhúng vào trang HTML. Do được tối ưu hóa cho các ứng dụng web, tốc độ nhanh, nhỏ gọn, cú pháp giống C và Java, dễ học và thời gian xây dựng sản phẩm tương đối ngắn hơn so với các ngôn ngữ khác nên PHP đã nhanh chóng trở thành một ngôn ngữ lập trình web phổ biến nhất thế giới.
Ngôn ngữ, các thư viện, tài liệu gốc của PHP được xây dựng bởi cộng đồng và có sự đóng góp rất lớn của Zend Inc., công ty do các nhà phát triển cốt lõi của PHP lập nên nhằm tạo ra một môi trường chuyên nghiệp để đưa PHP phát triển ở quy mô doanh nghiệp.

## Lịch sử phát triển

### PHP/FI
PHP được phát triển từ một sản phẩm có tên là PHP/FI. PHP/FI do Rasmus Lerdorf tạo ra năm 1994, ban đầu được xem như là một tập con đơn giản của các mã kịch bản Perl để theo dõi tình hình truy cập đến bản sơ yếu lý lịch của ông trên mạng. Ông đã đặt tên cho bộ mã kịch bản này là 'Personal Home Page Tools'. Khi cần đến các chức năng rộng hơn, Rasmus đã viết ra một bộ thực thi bằng C lớn hơn để có thể truy vấn tới các cơ sở dữ liệu và giúp cho người sử dụng phát triển các ứng dụng web đơn giản. Rasmus đã quyết định công bố mã nguồn của PHP/FI cho mọi người xem, sử dụng cũng như sửa các lỗi có trong nó đồng thời cải tiến mã nguồn.
PHP/FI, viết tắt từ "Personal Home Page/Forms Interpreter", bao gồm một số các chức năng cơ bản cho PHP như ta đã biết đến chúng ngày nay. Nó có các biến kiểu như Perl, thông dịch tự động các biến của form và cú pháp HTML nhúng. Cú pháp này giống như của Perl, mặc dù hạn chế hơn nhiều, đơn giản và có phần thiếu nhất quán.
Vào năm 1997, PHP/FI 2.0, lần viết lại thứ hai của phiên bản C, đã thu hút được hàng ngàn người sử dụng trên toàn thế giới với xấp xỉ 50.000 tên miền đã được ghi nhận là có cài đặt nó, chiếm khoảng 1% số tên miền có trên mạng Internet. Tuy đã có tới hàng nghìn người tham gia đóng góp vào việc tu chỉnh mã nguồn của dự án này thì vào thời đó nó vẫn chủ yếu chỉ là dự án của một người.
PHP/FI 2.0 được chính thức công bố vào tháng 11 năm 1997, sau một thời gian khá dài chỉ được công bố dưới dạng các bản beta. Nhưng không lâu sau đó, nó đã được thay thế bởi các bản alpha đầu tiên của PHP 3.0.

### PHP 3
PHP 3.0 là phiên bản đầu tiên cho chúng ta thấy một hình ảnh gần gũi với các phiên bản PHP mà chúng ta được biết ngày nay. Nó đã được Andi Gutmans và Zeev Suraski tạo ra năm 1997 sau khi viết lại hoàn toàn bộ mã nguồn trước đó. Lý do chính mà họ đã tạo ra phiên bản này là do họ nhận thấy PHP/FI 2.0 hết sức yếu kém trong việc phát triển các ứng dụng thương mại điện tử mà họ đang xúc tiến trong một dự án của trường đại học. Trong một nỗ lực hợp tác và bắt đầu xây dựng dựa trên cơ sở người dùng đã có của PHP/FI, Andi, Rasmus và Zeev đã quyết định hợp tác và công bố PHP 3.0 như là phiên bản thế hệ kế tiếp của PHP/FI 2.0, và chấm dứt phát triển PHP/FI 2.0.
Một trong những sức mạnh lớn nhất của PHP 3.0 là các tính năng mở rộng mạnh mẽ của nó. Ngoài khả năng cung cấp cho người dùng cuối một cơ sở hạ tầng chặt chẽ dùng cho nhiều cơ sở dữ liệu, giao thức và API khác nhau, các tính năng mở rộng của PHP 3.0 đã thu hút rất nhiều nhà phát triển tham gia và đề xuất các mô đun mở rộng mới. Hoàn toàn có thể kết luận được rằng đây chính là điểm mấu chốt dẫn đến thành công vang dội của PHP 3.0. Các tính năng khác được giới thiệu trong PHP 3.0 gồm có hỗ trợ cú pháp hướng đối tượng và nhiều cú pháp ngôn ngữ nhất quán khác.
Ngôn ngữ hoàn toàn mới đã được công bố dưới một cái tên mới, xóa bỏ mối liên hệ với việc sử dụng vào mục đích cá nhân hạn hẹp mà cái tên PHP/FI 2.0 gợi nhắc. Nó đã được đặt tên ngắn gọn là 'PHP', một kiểu viết tắt hồi quy của "PHP: Hypertext Preprocessor".
Vào cuối năm 1998, PHP đã phát triển được con số cài đặt lên tới hàng chục ngàn người sử dụng và hàng chục ngàn Web site báo cáo là đã cài nó. Vào thời kì đỉnh cao, PHP 3.0 đã được cài đặt cho xấp xỉ 10% số máy chủ Web có trên mạng Internet.
PHP 3.0 đã chính thức được công bố vào tháng 6 năm 1998, sau thời gian 9 tháng được cộng đồng kiểm nghiệm.

### PHP 4
Vào mùa đông năm 1998, ngay sau khi PHP 3.0 chính thức được công bố, Andi Gutmans và Zeev Suraski đã bắt đầu bắt tay vào việc viết lại phần lõi của PHP. Mục đích thiết kế là nhằm cải tiến tốc độ xử lý các ứng dụng phức tạp, và cải tiến tính mô đun của cơ sở mã PHP. Những ứng dụng như vậy đã chạy được trên PHP 3.0 dựa trên các tính năng mới và sự hỗ trợ khá nhiều các cơ sở dữ liệu và API của bên thứ ba, nhưng PHP 3.0 đã không được thiết kế để xử lý các ứng dụng phức tạp như thế này một cách có hiệu quả.
Một động cơ mới, có tên 'Zend Engine' (ghép từ các chữ đầu trong tên của Zeev và Andi), đã đáp ứng được các nhu cầu thiết kế này một cách thành công, và lần đầu tiên được giới thiệu vào giữa năm 1999. PHP 4.0, dựa trên động cơ này, và đi kèm với hàng loạt các tính năng mới bổ sung, đã chính thức được công bố vào tháng 5 năm 2000, gần 2 năm sau khi bản PHP 3.0 ra đời. Ngoài tốc độ xử lý được cải thiện rất nhiều, PHP 4.0 đem đến các tính năng chủ yếu khác gồm có sự hỗ trợ nhiều máy chủ Web hơn, hỗ trợ phiên làm việc HTTP, tạo bộ đệm thông tin đầu ra, nhiều cách xử lý thông tin người sử dụng nhập vào bảo mật hơn và cung cấp một vài các cấu trúc ngôn ngữ mới.
Với PHP 4, số nhà phát triển dùng PHP đã lên đến hàng trăm nghìn và hàng triệu site đã công bố cài đặt PHP, chiếm khoảng 20% số tên miền trên mạng Internet.
Nhóm phát triển PHP cũng đã lên tới con số hàng nghìn người và nhiều nghìn người khác tham gia vào các dự án có liên quan đến PHP như PEAR, PECL và tài liệu kĩ thuật cho PHP.

### PHP 5
Sự thành công hết sức to lớn của PHP 4.0 đã không làm cho nhóm phát triển PHP tự mãn. Cộng đồng PHP đã nhanh chóng giúp họ nhận ra những yếu kém của PHP 4 đặc biệt với khả năng hỗ trợ lập trình hướng đối tượng (OOP), xử lý XML, không hỗ trợ giao thức máy khách mới của MySQL 4.1 và 5.0, hỗ trợ dịch vụ web yếu. Những điểm này chính là mục đích để Zeev và Andi viết Zend Engine 2.0, lõi của PHP 5.0. Một thảo luận trên Slashdot đã cho thấy việc phát triển PHP 5.0 có thể đã bắt đầu vào thời điểm tháng 12 năm 2002 nhưng những bài phỏng vấn Zeev liên quan đến phiên bản này thì đã có mặt trên mạng Internet vào khoảng tháng 7 năm 2002. Ngày 29 tháng 6 năm 2003, PHP 5 Beta 1 đã chính thức được công bố để cộng đồng kiểm nghiệm. Đó cũng là phiên bản đầu tiên của Zend Engine 2.0. Phiên bản Beta 2 sau đó đã ra mắt vào tháng 10 năm 2003 với sự xuất hiện của hai tính năng rất được chờ đợi: Iterators, Reflection nhưng namespaces một tính năng gây tranh cãi khác đã bị loại khỏi mã nguồn. Ngày 21 tháng 12 năm 2003: PHP 5 Beta 3 đã được công bố để kiểm tra với việc phân phối kèm với Tidy, bỏ hỗ trợ Windows 95, khả năng gọi các hàm PHP bên trong XSLT, sửa chữa nhiều lỗi và thêm khá nhiều hàm mới. PHP năm bản chính thức đã ra mắt ngày 13 tháng 7 năm 2004 sau một chuỗi khá dài các bản kiểm tra thử bao gồm Beta 4, RC 1, RC2, RC3. Mặc dù coi đây là phiên bản sản xuất đầu tiên nhưng PHP 5.0 vẫn còn một số lỗi trong đó đáng kể là lỗi xác thực HTTP.
Ngày 14 tháng 7 năm 2005, PHP 5.1 Beta 3 được PHP Team công bố đánh dấu sự chín muồi mới của PHP với sự có mặt của PDO, một nỗ lực trong việc tạo ra một hệ thống API nhất quán trong việc truy cập cơ sở dữ liệu và thực hiện các câu truy vấn. Ngoài ra, trong PHP 5.1, các nhà phát triển PHP tiếp tục có những cải tiến trong nhân Zend Engine 2, nâng cấp mô đun PCRE lên bản PCRE 5.0 cùng những tính năng và cải tiến mới trong SOAP, streams và SPL.

### PHP 6
Phiên bản PHP 6 được kỳ vọng sẽ lấp đầy những khiếm khuyết của PHP ở phiên bản hiện tại, ví dụ: hỗ trợ namespace; hỗ trợ Unicode; sử dụng PDO làm API chuẩn cho việc truy cập cơ sở dữ liệu, các API cũ sẽ bị đưa ra thành thư viện PECL... Phiên bản 6 này chỉ dùng ở việc nghiên cứu và thử nghiệm. Sau này PHP bỏ hẳn phiên bản 6 và lên 7.

### PHP 7
Với việc sử dụng bộ nhân Zend Engine mới PHPNG cho tốc độ nhanh gấp 2 lần. Ngoài ra ở phiên bản này còn thêm vào rất nhiều cú pháp, tính năng mới giúp cho PHP trở nên mạnh mẽ hơn. Những tính năng mới quan trọng có thể kể đến như:
- Khai báo kiểu dữ liệu cho biến.
- Xác định kiểu dữ liệu sẽ trả về cho 1 hàm.
- Thêm các toán tử mới (??, <=>,...)

## Cú pháp

Một ví dụ về mã PHP đã được làm nổi bật bằng màu nhúng trong HTML

PHP chỉ phân tích các đoạn mã nằm trong những dấu giới hạn của nó. Bất cứ mã nào nằm ngoài những dấu giới hạn đều được xuất ra trực tiếp không thông qua xử lý bởi PHP. Các dấu giới hạn thường dùng nhất là <?php và ?>, tương ứng với dấu giới hạn mở và đóng. Các dấu giới hạn <script language="php"> và </script> cũng đôi khi được sử dụng. Cách viết dấu giới hạn dạng thẻ ngắn cũng có thể được dùng để thông báo bắt đầu đoạn mã PHP, là <? hay <?= (dấu này được sử dụng để in ra (echo) các xâu ký tự hay biến) với thẻ thông báo kết thúc đoạn mã PHP là ?>. Những thẻ này thường xuyên được sử dụng, tuy nhiên giống với những thẻ kiểu ASP (<% hay <%= và %>), chúng không có tính di động cao bởi có thể bị vô hiệu khi cấu hình PHP. Bởi vậy, việc dùng các thẻ dạng ngăn hay các thẻ kiểu ASP không được khuyến khích. Mục đích của những dấu giới hạn này là ngăn cách mã PHP với những đoạn mã thuộc ngôn ngữ khác, gồm cả HTML. Mọi đoạn mã bên ngoài các dấu này đều bị hệ thống phân tích bỏ qua và được xuất ra một cách trực tiếp.
Các biến được xác định bằng cách thêm vào trước một dấu đô la ($) và không cần xác định trước kiểu dữ liệu. Không giống với tên hàm và lớp, tên biến có phân biệt chữ hoa và chữ thường. Cả dấu ngoặc kép ("") và ký hiệu đánh dấu văn bản (<<<EOF EOF;) đều có thể dùng để truyền xâu và giá trị biến. PHP coi xuống dòng như một khoảng trắng theo kiểu như một ngôn ngữ dạng tự do (free-form language) (trừ khi nó nằm trong trích dẫn xâu), và các phát biểu được kết thúc bởi một dấu chấm phẩy. PHP có ba kiểu cú pháp chú thích: /* */ cho phép một đoạn chú thích tùy ý, trong khi đó // và # cho phép chú thích trong phạm vi một dòng. Câu lệnh echo là một trong những lệnh của PHP cho phép xuất văn bản (vd. ra một trình duyệt web).
Về cú pháp các từ khóa và ngôn ngữ, PHP tương tự hầu hết các ngôn ngữ lập trình bậc cao có cú pháp kiểu C. Các câu lệnh điều kiện If (Nếu), vòng lặp for và while, các hàm trả về đều tương tự cú pháp của các ngôn ngữ như C, C++, Java và Perl.

### Kiểu dữ liệu

#### Kiểu dữ liệu nguyên thủy
Kiểu số nguyên (int), chuỗi ký tự (string), kiểu số thực (float, double),...

#### Kiểu dữ liệu có cấu trúc
Kiểu class.

### Các hàm có sẵn thông dụng
- Hàm include(): đưa nội dung của một file chỉ định vào nội dung của file gọi nó.
- Hàm strlen(): Được sử dụng để trả lại chiều dài của một chuỗi.
- Hàm strpos(): được sử dụng để tìm kiếm một ký tự / văn bản trong một chuỗi.
- Hàm phpinfo(): hiển thị chi tiết cấu hình PHP trên máy chủ
- Hàm date(): Hiển thị ngày tháng theo quy tắc đã thiết lập
- Hàm substr(): Tách một phần trong chuỗi.
- Hàm str_word_count(): Dùng để đếm có bao nhiêu từ trong chuỗi.
- Hàm str_split(): Cắt các ký tự trong chuỗi và chuyển thành dạng mảng.
- Hàm echo(): In dữ liệu chuỗi ra màn hình.